# 바르그만-위그너 방정식
상대론적 양자역학과 양자장론에서 바르그만-위그너 방정식(영어: Bargmann–Wigner equations)은 0이 아닌 질량과 보손인 경우 정수( j = 1, 2, 3 ... ) 또는 페르미온인 경우 반정수(j = 1⁄2, 3⁄2, 5⁄2 ... )인 임의 스핀 j를 갖는 자유 입자를 설명한다. 이 방정식의 해들은 파동함수들이며, 수학적으로 다성분 스피너장의 형태를 가진다.
그들은 발렌타인 바르그만과 유진 위그너의 이름을 따서 명명되었다.

## 역사
폴 디랙은 1928년에 처음으로 디랙 방정식을 발표했고 이후(1936) Fierz와 파울리가 1939년에 동일한 방정식을 발견하기 전과 바르그만 및 위그너보다 약 10년 전에 이를 반정수 스핀 입자로 확장했다. 유진 위그너는 1937년에 비동질 로런츠 군(푸앵카레 군)의 유니터리 표현에 관한 논문을 썼다. 위그너는 에토레 마요라나와 디랙이 함수에 적용된 무한소 연산자를 사용했다고 지적한다. 위그너는 표현을 기약, 계승, 유니터리로 분류한다.
1948년에 발렌타인 바르그만과 위그너는 상대론적 파동 방정식에 대한 군론적 토론에 대한 논문에서 이제 그들의 이름을 딴 방정식을 발표했다.

## 방정식의 설명
전하 없는 스핀 j 자유 입자에 대해 바르그만-위그너 방정식은 각각 디랙 방정식과 비슷한 수학적 형식을 갖는 2j개의 결합된 선형 편미분 방정식들의 집합이다. 전체 방정식 집합은 다음과 같다. 
{\displaystyle {\begin{aligned}&\left(-\gamma ^{\mu }{\hat {P}}_{\mu }+mc\right)_{\alpha _{1}\alpha _{1}'}\psi _{\alpha '_{1}\alpha _{2}\alpha _{3}\cdots \alpha _{2j}}=0\\&\left(-\gamma ^{\mu }{\hat {P}}_{\mu }+mc\right)_{\alpha _{2}\alpha _{2}'}\psi _{\alpha _{1}\alpha '_{2}\alpha _{3}\cdots \alpha _{2j}}=0\\&\qquad \vdots \\&\left(-\gamma ^{\mu }{\hat {P}}_{\mu }+mc\right)_{\alpha _{2j}\alpha '_{2j}}\psi _{\alpha _{1}\alpha _{2}\alpha _{3}\cdots \alpha '_{2j}}=0\\\end{aligned}}}

이들은 다음 패턴을 따른다: r = 1, 2, ... 2j에 대해
{\displaystyle \left(-\gamma ^{\mu }{\hat {P}}_{\mu }+mc\right)_{\alpha _{r}\alpha '_{r}}\psi _{\alpha _{1}\cdots \alpha '_{r}\cdots \alpha _{2j}}=0}
(일부 저자, 예를 들어 Loide 및 Saar n = 2j를 사용하여 2를 제거한다. 또한 스핀 양자수는 일반적으로 양자 역학에서 s로 표시되지만 이 맥락에서는 j가 문헌에서 더 일반적이다.) 전체 파동함수 ψ = ψ(r, t)는 성분
{\displaystyle \psi _{\alpha _{1}\alpha _{2}\alpha _{3}\cdots \alpha _{2j}}(\mathbf {r} ,t)}
을 가지고 랭크-2 j 4성분 스피너장이다. 각 첨자는 1, 2, 3 또는 4의 값을 취하므로 전체 스피너장 ψ은 42j개의 성분이 있다. 하지만 완전히 대칭적인 파동함수에서는  2(2j + 1)로 줄어든다. 또한, γμ = (γ0, γ)들은 감마 행렬이고,
{\displaystyle {\hat {P}}_{\mu }=i\hbar \partial _{\mu }}
은 4-운동량 연산자이다.
각 방정식 (−γμPμ + mc) = (−iħγμ∂μ + mc)을 구성하는 연산자는  γμ 행렬로 인해 4 × 4 행렬이며, mc 항은  4 × 4 단위 행렬에 스칼라곱이다.(일반적으로 단순화를 위해 작성되지 않음) 명시적으로 감마 행렬의 디랙 표현에서는 다음과 같다.
{\displaystyle {\begin{aligned}-\gamma ^{\mu }{\hat {P}}_{\mu }+mc&=-\gamma ^{0}{\frac {\hat {E}}{c}}-{\boldsymbol {\gamma }}\cdot (-{\hat {\mathbf {p} }})+mc\\[6pt]&=-{\begin{pmatrix}I_{2}&0\\0&-I_{2}\\\end{pmatrix}}{\frac {\hat {E}}{c}}+{\begin{pmatrix}0&{\boldsymbol {\sigma }}\cdot {\hat {\mathbf {p} }}\\-{\boldsymbol {\sigma }}\cdot {\hat {\mathbf {p} }}&0\\\end{pmatrix}}+{\begin{pmatrix}I_{2}&0\\0&I_{2}\\\end{pmatrix}}mc\\[8pt]&={\begin{pmatrix}-{\frac {\hat {E}}{c}}+mc&0&{\hat {p}}_{z}&{\hat {p}}_{x}-i{\hat {p}}_{y}\\0&-{\frac {\hat {E}}{c}}+mc&{\hat {p}}_{x}+i{\hat {p}}_{y}&-{\hat {p}}_{z}\\-{\hat {p}}_{z}&-({\hat {p}}_{x}-i{\hat {p}}_{y})&{\frac {\hat {E}}{c}}+mc&0\\-({\hat {p}}_{x}+i{\hat {p}}_{y})&{\hat {p}}_{z}&0&{\frac {\hat {E}}{c}}+mc\\\end{pmatrix}}\\\end{aligned}}}
여기서 σ = (σ1, σ2, σ3) = (σx, σy, σz)는 파울리 행렬의 벡터이고, E는 에너지 연산자이고, p = (p1, p2, p3) = (px, py, pz)는 3-운동량 연산자 이고, I2는 2 × 2 단위 행렬을 나타내며, 두 번째 줄의 0은 실제로 2 × 2 영 행렬 블록이다.
위의 행렬 연산자는 한 번에 하나의 비스피너 첨자 ψ로 축소되므로 ( 행렬 곱셈 참조) 디랙 방정식의 일부 속성은 바르그만-위그너 방정식에도 적용된다.
- 방정식은 로런츠 공변한다.
- 해 ψ의 모든 성분도 클라인-고든 방정식을 만족하므로 상대론적 에너지-운동량 관계를 충족한다.

{\displaystyle E^{2}=(pc)^{2}+(mc^{2})^{2}}
- 두 번째 양자화는 여전히 가능하다.

최소 결합을 통해 전자기장을 통합할 수 있는 디랙 방정식과 달리 바르그만-위그너 형식은 전자기장 상호작용이 통합될 때 본질적인 모순과 어려움을 포함한다. 즉, Pμ → Pμ − eAμ로 변경하는 것은 불가능하다. 여기서 e는 입자의 전하이고 Aμ = (A0, A)는 전자기 4-포텐셜이다. 입자의 전자기 영향을 조사하기 위한 간접적인 접근 방식은 파동 방정식 자체에 상호 작용을 포함하는 대신 입자에 대한 전자기 4전류와 다중극 모멘트를 유도하는 것이다.

## 로런츠 군 구조
바르그만-위그너 방정식에 대한 로런츠 군의 표현은 다음과 같다.
{\displaystyle D^{\mathrm {BW} }=\bigotimes _{r=1}^{2j}\left[D_{r}^{(1/2,0)}\oplus D_{r}^{(0,1/2)}\right]\,.}
여기서 각 Dr는 기약 표현이다. 이 표현은 j= 1/2, 0이 아닌 한 명확한 스핀을 가지지 않는다. 기약 (A, B) 항과 이에 따른 스핀 함량을 찾기 위해 클렙슈-고르단 분해를 수행할 수 있다. 이러한 중복성은 DBW 표현 하에서 변환되는 명확한 스핀 j의 입자가 장 방정식을 충족할 것을 필요로 한다.
표현 D(j, 0) 및 D(0, j)는 각각 개별적으로 스핀 j 입자를 나타낼 수 있다. 그러한 표현의 상태 또는 양자 장은 클라인-고든 방정식을 제외하고는 어떤 장 방정식도 만족하지 않는다.

## 구부러진 시공간에서의 공식화
M. Kenmoku,  에 이어 국소 민코프스키 공간에서 감마 행렬은 반교환 관계를 충족한다.
{\displaystyle [\gamma ^{i},\gamma ^{j}]_{+}=2\eta ^{ij}I_{4}}
여기서 ηij = diag(−1, 1, 1, 1)는 민코프스키 계량이다. 여기 라틴 첨자의 경우 i, j = 0, 1, 2, 3이다. 곡선형 시공간에서는 다음과 같이 비슷하다.
{\displaystyle [\gamma ^{\mu },\gamma ^{\nu }]_{+}=2g^{\mu \nu }}
여기서 공간 감마 행렬은 피어바인 biμ 수축되어 γμ = biμ γi 얻고 gμν = biμbiν 는 미터법 텐서이다. 그리스 지수의 경우; μ, ν = 0, 1, 2, 3 .
스피너에 대한 공변도함수는 다음과 같이 주어진다.
{\displaystyle {\mathcal {D}}_{\mu }=\partial _{\mu }+\Omega _{\mu }}
스핀 접속 ω에 대해 주어진 접속 Ω은 다음과 같다.
{\displaystyle \Omega _{\mu }={\frac {1}{4}}\partial _{\mu }\omega ^{ij}(\gamma _{i}\gamma _{j}-\gamma _{j}\gamma _{i})}
공변 도함수는 ψ와 같이 변환된다.
{\displaystyle {\mathcal {D}}_{\mu }\psi \rightarrow D(\Lambda ){\mathcal {D}}_{\mu }\psi }
이 설정을 사용하면 바르그만-위그너 방정식은 다음과 같다.
{\displaystyle {\begin{aligned}&(-i\hbar \gamma ^{\mu }{\mathcal {D}}_{\mu }+mc)_{\alpha _{1}\alpha _{1}'}\psi _{\alpha '_{1}\alpha _{2}\alpha _{3}\cdots \alpha _{2j}}=0\\&(-i\hbar \gamma ^{\mu }{\mathcal {D}}_{\mu }+mc)_{\alpha _{2}\alpha _{2}'}\psi _{\alpha _{1}\alpha '_{2}\alpha _{3}\cdots \alpha _{2j}}=0\\&\qquad \vdots \\&(-i\hbar \gamma ^{\mu }{\mathcal {D}}_{\mu }+mc)_{\alpha _{2j}\alpha '_{2j}}\psi _{\alpha _{1}\alpha _{2}\alpha _{3}\cdots \alpha '_{2j}}=0\,.\\\end{aligned}}}

## 같이 보기
- 이체 디랙 방정식
- 파울리 행렬의 일반화
- 위그너 D-행렬
- 바일–브라우어 행렬
- 고차원 감마 행렬
- 주스-와인버그 방정식, 모든 스핀의 자유 입자를 설명하는 대체 방정식
- 고차 스핀 이론

## 참고주
1. ↑  This article uses the Einstein summation convention for tensor/spinor indices, and uses hats for quantum operators

## 추가 읽기

### 서적
- Weinberg, S, 《The Quantum Theory of Fields, vol II》
- Weinberg, S, 《The Quantum Theory of Fields, vol III》
- R. Penrose (2007). 《The Road to Reality》. Vintage books. ISBN 978-0-679-77631-4.

### 선정 논문
- E. N. Lorenz (1941). “A Generalization of the Dirac Equations”. 《PNAS》 27 (6): 317–322. Bibcode:1941PNAS...27..317L. doi:10.1073/pnas.27.6.317. PMC 1078329. PMID 16588466.
- V. V. Dvoeglazov (2011). “The modified Bargmann-Wigner formalism for higher spin fields and relativistic quantum mechanics”. 《International Journal of Modern Physics: Conference Series》 03: 121–132. Bibcode:2011IJMPS...3..121D. doi:10.1142/S2010194511001218.
- D. N. Williams (1965). 〈The Dirac Algebra for Any Spin〉 (PDF). 《Lectures in Theoretical Physics》. University Press of Colorado. 139–172쪽.
- H. Shi-Zhong; Z. Peng-Fei; R. Tu-Nan; Z. Yu-Can; Z. Zhi-Peng (2004). “Projection Operator and Feynman Propagator for a Free Massive Particle of Arbitrary Spin”. 《Communications in Theoretical Physics》 41 (3): 405–418. Bibcode:2004CoTPh..41..405H. doi:10.1088/0253-6102/41/3/405. S2CID 123407062. 2014년 8월 19일에 원본 문서에서 보존된 문서. 2014년 8월 17일에 확인함.
- V. P. Neznamov (2006). “On the theory of interacting fields in Foldy-Wouthuysen representation”. 《Phys. Part. Nucl.》 37 (2006): 86–103. arXiv:hep-th/0411050. Bibcode:2004hep.th...11050N. doi:10.1134/S1063779606010023. S2CID 16681061.
- H. Stumpf (2004). “Generalized de Broglie–Bargmann–Wigner Equations, a Modern Formulation of de Broglie's Fusion Theory” (PDF). 《Annales de la Fondation Louis de Broglie》 29 (Supplement). 785면. 2012년 1월 5일에 원본 문서 (PDF)에서 보존된 문서. 2024년 7월 25일에 확인함.
- D. G. C. McKeon; T. N. Sherry (2004). “The Bargmann–Wigner Equations in Spherical Space”. arXiv:hep-th/0411090.
- R. Clarkson; D. G. C. McKeon (2003). “Quantum Field Theory” (PDF). 61–69면. 2009년 5월 30일에 원본 문서 (PDF)에서 보존된 문서. 2016년 10월 27일에 확인함.
- H. Stumpf (2002). “Eigenstates of Generalized de Broglie–Bargmann–Wigner Equations for Photons with Partonic Substructure” (PDF). 《Z. Naturforsch.》 57. 726–736면.
- B. Schroer (1997). “Wigner Representation Theory of the Poincaré Group, Localization, Statistics and the S-Matrix”. 《Nuclear Physics B》 499 (3): 519–546. arXiv:hep-th/9608092. Bibcode:1997NuPhB.499..519S. doi:10.1016/S0550-3213(97)00358-1. S2CID 18003852.
- E. Elizalde; J.A. Lobo (1980). “From Galilean-invariant to relativistic wave equations” (PDF). 《Physical Review D》 22 (4): 884. Bibcode:1980PhRvD..22..884E. doi:10.1103/physrevd.22.884. hdl:2445/12327.
- D. V. Ahluwalia (1997). “Book Review: The Quantum Theory of Fields Vol. I and II by S. Weinberg”. 《Found. Phys.》 10 (3): 301–304. arXiv:physics/9704002. Bibcode:1997FoPhL..10..301A. doi:10.1007/bf02764211. S2CID 189940978.
- J. A. Morgan (2005). “Parity and the Spin-Statistics Connection”. 《Pramana》 65 (3): 513–516. arXiv:physics/0410037. Bibcode:2005Prama..65..513M. doi:10.1007/BF02704208. S2CID 119416196.